# مقاطعة إيسكوشوبان
مقاطعة إيسكوشوبان (بالصومالية: Degmada Iskushuban)‏ هي مقاطعة تابعة لمحافظة باري شمال شرق الصومال، عاصمتها إيسكوشوبان.

## روابط خارجية
- الخريطة الإدارية لمقاطعة إيسكوشوبان